# Synagoge (Padua)

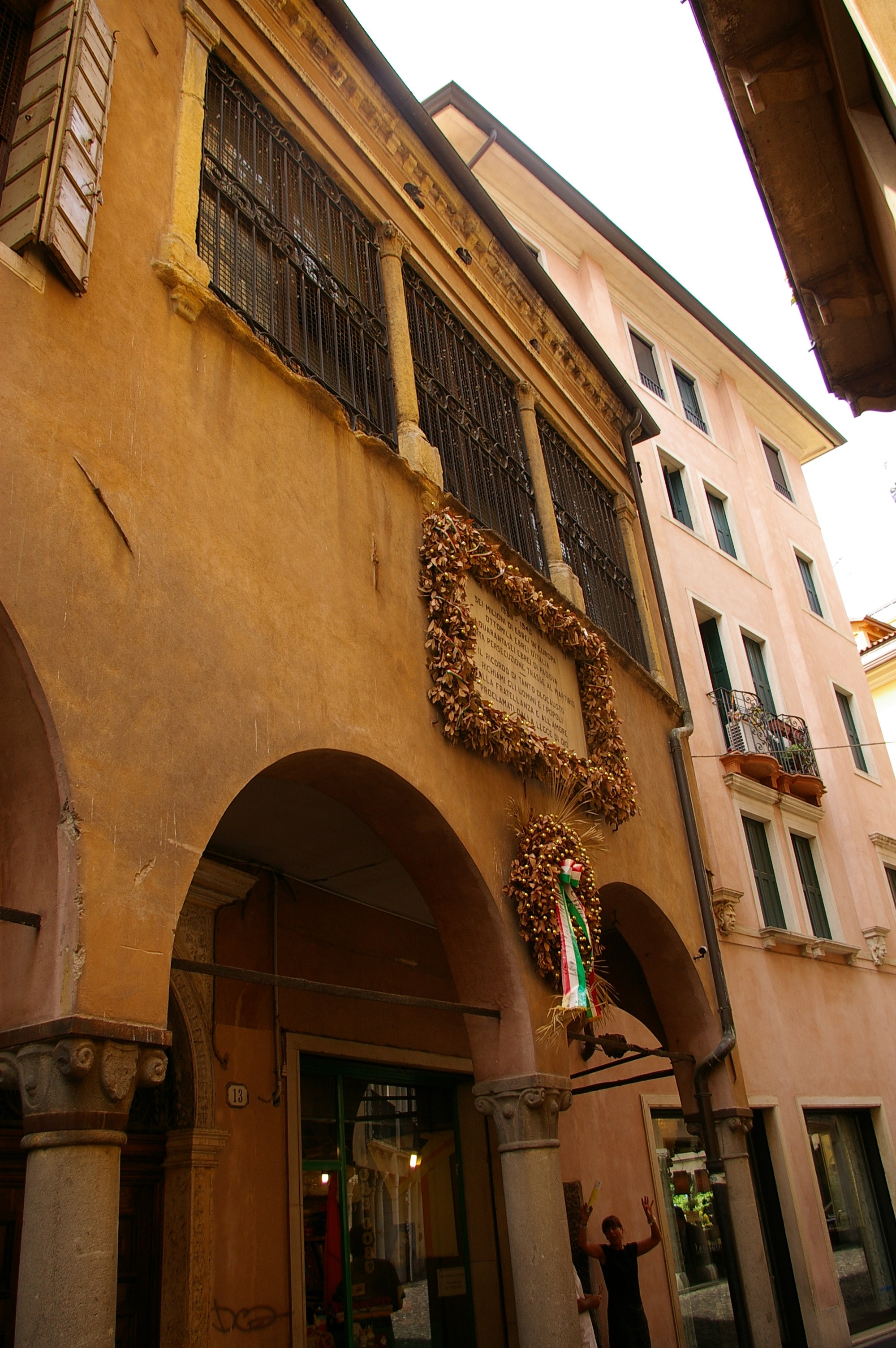
Synagoge in Padua

Die Synagoge in Padua, der Hauptstadt der italienischen Provinz Padua in der Region Venetien, wurde 1584 errichtet. Die Synagoge befindet sich an der Via San Martino 9.

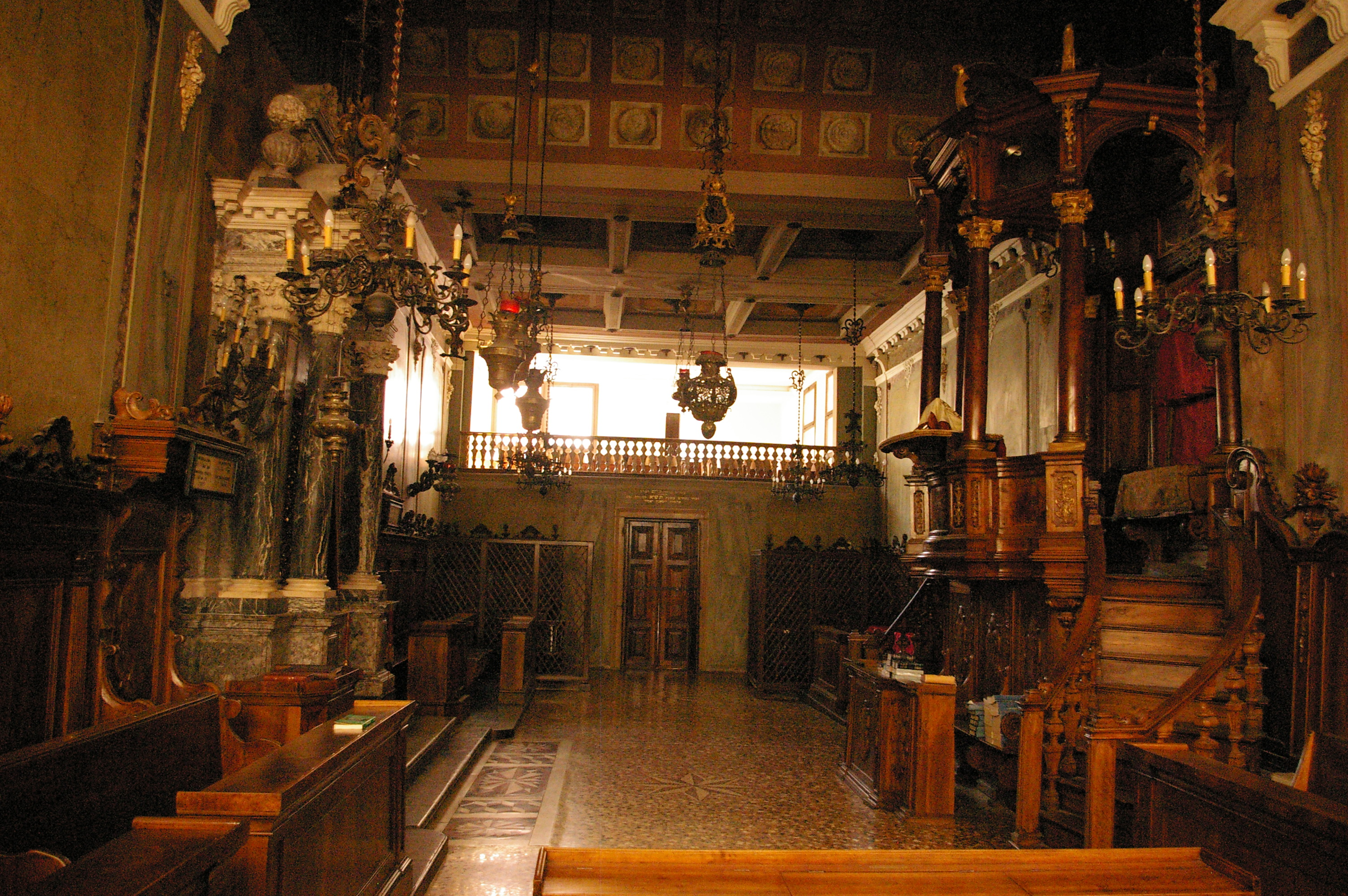
Innenansicht, links Toraschrein und gegenüber die Bimah

Die Synagoge wurde 1892 geschlossen, nachdem eine neue Synagoge errichtet worden war. Da diese von der deutschen Besatzung im Zweiten Weltkrieg durch Brand zerstört wurde, musste die alte Synagoge wieder als Gotteshaus genutzt werden.  
Die Synagoge im Stil des Barock hat eine Grundfläche von 18 mal 7 Meter. Der Toraschrein stammt aus dem 17. Jahrhundert. Er wird von vier Säulen gerahmt und ist reich geschmückt. Die hölzerne Bimah ist an beiden Seiten über eine Treppe zu erreichen. Sie wird von einem oktogonalen Baldachin überwölbt, der auf Säulen ruht.